# Pitcairnia utcubambensis
Pitcairnia utcubambensis är en gräsväxtart som beskrevs av Werner Rauh. Pitcairnia utcubambensis ingår i släktet Pitcairnia och familjen Bromeliaceae. Inga underarter finns listade i Catalogue of Life.